# Oreopsyche mediterranea
Oreopsyche mediterranea är en fjärilsart som beskrevs av Lederer 1852. Oreopsyche mediterranea ingår i släktet Oreopsyche och familjen säckspinnare. Inga underarter finns listade i Catalogue of Life.